# Simeona
Simeona je žensko osebno ime.

## Izvor imena
Ime Simeona je različica ženskega osebnega imena Simona.

## Pogostost imena
Po podatkih Statističnega urada Republike Slovenije je bilo na dan 31. decembra 2007 v Sloveniji število ženskih oseb z imenom Simeona: 15.

## Osebni praznik
Osebe z imenom Simeona lahko godujejo takrat kot osebe z imenom Simona.